# Orconectes limosus
Il gambero di fiume americano (Orconectes limosus nome valido per SeaLifeBase, sinonimo di Faxonius limosus per WoRMS Rafinesque, 1817) è un crostaceo d'acqua dolce, della famiglia Cambaridae.

## Descrizione
Appare piuttosto simile al gambero di fiume autoctono da cui si riconosce a prima vista per una serie di macchie rossastre, disposte a due a due sulla parte superiore dell'addome.
La sua lunghezza totale varia mediamente tra i sei ed i nove cm con punte massime di undici.

## Distribuzione e habitat
La specie è originaria della costa est degli Stati Uniti d'America, ma a partire dalla fine del XIX secolo è stata importata anche in Europa, diffondendosi rapidamente nei corsi d'acqua nord europei (Polonia, Russia, Francia e Germania).
In Italia è noto per esser stato utilizzato di recente nei fiumi (in particolar modo nel fiume Po e nei fiumi passanti nella zona ferrarese) al fine di regolare la riproduzione di alcune specie di pesci come siluri e altri pesci alloctoni. Questa specie si nutre infatti di tutto quello che trova sui fondali acquatici tra cui anche le uova depositate dai pesci. Più di recente è stato introdotto, con sua perfetta acclimatazione, anche in due laghi laziali, il lago del Salto ed il lago del Turano. Ha una riproduzione piuttosto veloce e si adatta anche ad ambienti degradati. Di solito vive negli stagni, nei laghi, nelle zone paludose o con acqua a lento scorrimento mentre evita i tratti a corrente viva.

## Usi
Gastronomicamente parlando presenta una carne molto tenera e gustosa se cotta nei modi giusti, tuttavia, la parte edibile è molto poca come del resto lo è in molti crostacei esistenti. In alcuni laghi esiste una pesca professionale a questa specie, che comunque viene consumata solo in ambito locale.